# Območna liga 1979-1980
L'edizione 1979-1980 della Območna liga vide le promozioni di Koper e di Kladivar Celje.
Con la soppressione delle selezioni regionali ed il ritorno delle società al vecchio status, tornarono anche le divisioni inferiori, dopo tre anni di tornei non ufficiali. La seconda serie slovena (la quarta nella piramide calcistica jugoslava) cambiò il nome da Zonska liga ("lega di zona") a Območna liga ("lega regionale"). In realtà si trattava più propriamente di una lega interregionale, essendo suddivisa in due soli gironi (Slovenia occidentale e orientale), mentre le regioni statistiche della Slovenia sono dodici.

## Girone Ovest
|                | Pos. | Squadra      | Pt | G  | V  | N | P  | GF | GS | DR  |
| -------------- | ---- | ------------ | -- | -- | -- | - | -- | -- | -- | --- |
|                | 1.   | Koper        | 31 | 24 | 12 | 7 | 5  | 46 | 19 | +27 |
|                | 2.   | Jesenice     | 30 | 24 | 11 | 8 | 5  | 33 | 25 | +8  |
|                | 3.   | Bela Krajina | 29 | 24 | 12 | 5 | 7  | 44 | 38 | +6  |
|                | 4.   | Elan         | 20 | 24 | 6  | 8 | 10 | 24 | 32 | -8  |
|                | 5.   | Kočevje      | 20 | 24 | 7  | 6 | 11 | 29 | 38 | -9  |
|                | 6.   | Primorje     | 20 | 24 | 6  | 8 | 10 | 28 | 45 | -17 |
|                | 7.   | Tabor Sežana | 18 | 24 | 5  | 8 | 11 | 33 | 40 | -7  |
| Fonte: dlib.si |      |              |    |    |    |   |    |    |    |     |

Legenda:
      Promosso in Slovenska republiška liga 1980-1981.
      Retrocesso nella divisione inferiore.
Note:
Due punti a vittoria, uno a pareggio, zero a sconfitta.

## Girone Est
|                | Pos. | Squadra             | Pt | G  | V  | N | P  | GF | GS | DR  |
| -------------- | ---- | ------------------- | -- | -- | -- | - | -- | -- | -- | --- |
|                | 1.   | Kladivar Celje      | 40 | 24 | 18 | 4 | 2  | 65 | 30 | +35 |
|                | 2.   | Elkroj Mozirje (-1) | 33 | 24 | 15 | 4 | 5  | 57 | 33 | +24 |
|                | 3.   | Litija              | 28 | 24 | 12 | 4 | 8  | 47 | 32 | +15 |
|                | 4.   | Aluminij            | 23 | 24 | 10 | 3 | 11 | 51 | 50 | +1  |
|                | 5.   | Domžale             | 15 | 24 | 7  | 1 | 16 | 37 | 55 | -18 |
|                | 6.   | Dravograd           | 14 | 24 | 6  | 2 | 16 | 30 | 53 | -23 |
|                | 7.   | Kamnik              | 14 | 24 | 6  | 2 | 16 | 36 | 70 | -34 |
| Fonte: dlib.si |      |                     |    |    |    |   |    |    |    |     |

Legenda:
      Promosso in Slovenska republiška liga 1980-1981.
      Retrocesso nella divisione inferiore.
Note:
Due punti a vittoria, uno a pareggio, zero a sconfitta.
Unior ritirato a una giornata dal termine, annullati tutti i risultati.